# FEVE-Baureihe 4000
Die Baureihe 4000 ist eine meterspurige Elektrolokomotiven der Ferrocarriles de Vía Estrecha (FEVE) in Spanien für 1.500 Volt Gleichspannung. Sie wurden auf der Bahnstrecke Bilbao–Donostia eingesetzt, wo sie bis in die 1980er Jahre in Betrieb waren. Von den 1928 gebauten zehn Lokomotiven sind fünf erhalten geblieben.

## Geschichte

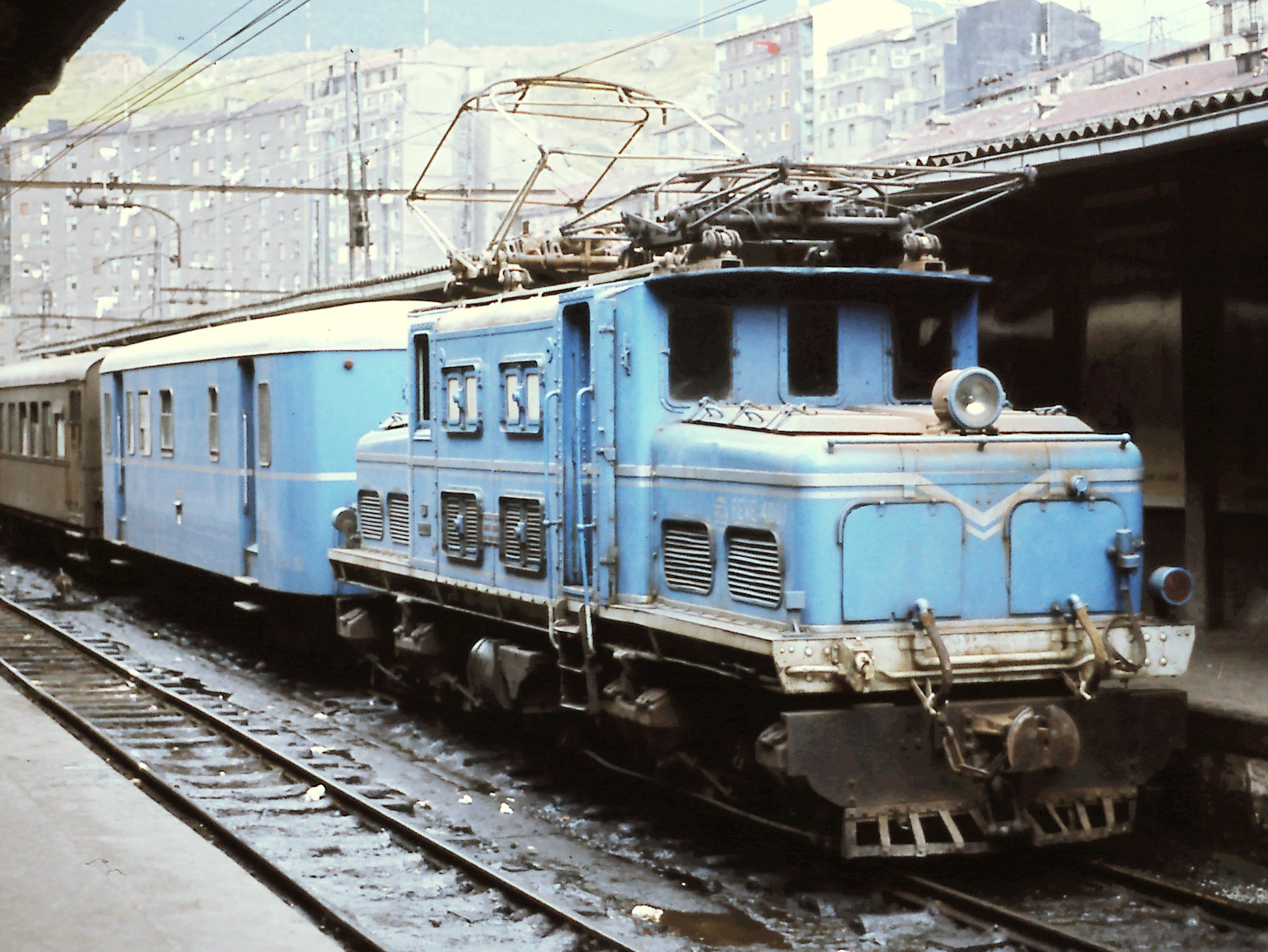
Lok 4001 im blauen Anstrich mit Silberstreifen der FEVE

Die Lokomotiven für den Güterverkehr wurden von der Compañía de Ferrocarriles Vascongados im Rahmen der Elektrifizierung der 115 Kilometer langen Hauptstrecke im Jahre 1928 beschafft. Generalunternehmer für den Auftrag war Brown, Boveri & Cie. (BBC), die auch den elektrischen Teil lieferte; der mechanische Teil stammte von der belgischen Gießerei Forges Usines et Fonderies Haine-Saint-Pierre (FUF) in La Louvière.
Die Fahrzeuge trugen bei der Compañía de Ferrocarriles Vascongados die Nummern 1 bis 10. Sie trugen anfangs einen zweifarbigen Anstrich in Rot und Crème. Dieser wich während des Spanischen Bürgerkriegs im Jahre 1936 einem eher tarnfarbenen dunkelgrün-braunen Anstrich.
Mit der Übernahme der Bahngesellschaft durch die staatliche FEVE im Jahre 1972 wurden die Lokomotiven zur Baureihe 4000 mit den Nummern 4001 bis 4010. Sie erhielten zuerst einen blauen Anstrich mit silbernen Zierlinien, dann einen hell- und dunkelblauen Anstrich mit einer gelben und weißen Trennlinie. Für die Touristenzüge erhielten die drei Lokomotiven 4002, 4006 und 4010 einen zweifarbigen Pullman-Astrich in Dunkelblau und Crème.
Im Zusammenhang mit der 1992 erfolgten Übernahme der beiden meterspurigen Mallet-Dampflokomotiven E 164 und E 206 aus Portugal durch La Traction im Schweizerischen Jura wurde auch eine Lokomotive der Baureihe 4000, die Nummer 4004 aus Spanien in die Schweiz eingeführt und bei La Traction als Ge 4/4 4004 bezeichnet. Da deren Aufarbeitung scheiterte, wurde die zerlegte Lokomotive im Jahre 2015 entsorgt.

## Technik
Die Lokomotive hat ein Fahrwerk, das aus zwei zweiachsigen Drehgestellen mit Tatzlager-Antrieb besteht, die mit einer Kurzkupplung miteinander verbunden sind. Die Achslager sind als Isothermos-Lager ausgeführt.
Die Aufbauten übertragen keine Zugkraft und dienen nur dem Schutz der elektrischen Ausrüstung. Sie bestehen aus einem mittleren Teil in Form eines kürzeren Lokomotivkastens, mit den beiden Führerständen und den beiden Scherenstromabnehmern, und zwei Vorbauten. Die Vorbauten, auf denen auch das dritte Spitzenlicht angeordnet ist, nutzen die ganze Fahrzeugbreite.
Im mittleren Teil ist zwischen den beiden Führerständen der mit einem Mittelgang versehene Apparateraum untergebracht. Auf einer Seite befinden sich die Hochspannungszelle, das Nockenschaltwerk, die Vakuumpumpe für die Zugbremse und der Kompressor für die Stromabnehmer und die Pfeife. Auf der anderen befinden sich das Niederspannungsgerüst, der Schnellschalter, der Umformer für die Steuerstromversorgung, die Batterien und der Fahrmotorlüfter. Das Nockenschaltwerk wird von den Handrädern der Fahrschalter in den Führerständen über ein Kettengetriebe mechanisch angetrieben. Eine Handluftpumpe ermöglicht das Heben des Stromabnehmers ohne Druckluft.
In den Vorbauten befinden sich die Anfahrwiderstände. Die beiden Fahrmotoren vom Typ CMTD eines Drehgestells bilden eine fest in Serie geschaltete Gruppe. Bei der Anfahrt sind auf den ersten neun Fahrstufen beide Gruppen in Serie geschaltet, bei den nächsten fünf Fahrstufen sind sie parallel geschaltet, daran schließen sich noch zwei Feldschwächstufen an. Die Lokomotiven haben keine elektrische Bremse. Die Kühlung der Fahrmotoren erfolgte mit dem im Maschinenraum angeordneten Ventilator mit zwei Lüfterrädern, der die Kühlluft im unteren Bereich der Seitenwand ansaugte und über Bodenkanäle zu den Fahrmotoren in den Drehgestellen leitete.

## Nummern und Namen
Die Namen der Lokomotiven stammen von Berggipfeln entlang der Bahnstrecke Bilbao–Donostia.
| Ferrocarriles Vascongados | FEVE | Namen        | Fabriknummer BBC | Fabriknummer Haine-Saint-Pierre | Ausrangiert | Verbleib                                                                            |
| ------------------------- | ---- | ------------ | ---------------- | ------------------------------- | ----------- | ----------------------------------------------------------------------------------- |
| 1                         | 4001 | Ganguren     | 2832             | 1572                            | 1989        | abgebrochen                                                                         |
| 2                         | 4002 | Ulia         | 2833             | 1573                            | 1999        | erhalten im Museo Vasco del Ferrocarril                                             |
| 3                         | 4003 | Bizcargi     | 2834             | 1574                            | 1989        | als Ersatzteilspender genutzt, später an Museo Vasco del Ferrocarril abgegeben      |
| 4                         | 4004 | Kalaurua     | 2835             | 1575                            | 1993        | an La Traction abgegeben, für eine Aufarbeitung zerlegt, dann 2015 abgebrochen      |
| 5                         | 4005 | Mugara       | 2836             | 1576                            | 1989        | nach Brand abgebrochen                                                              |
| 6                         | 4006 | Arate        | 2839             | 1577                            | 1999        | abgebrochen                                                                         |
| 7                         | 4007 | Aluitz       | 2840             | 1578                            | 1989        | nach Brand abgebrochen                                                              |
| 8                         | 4008 | Galdaramiño  | 2838             | 1579                            | 1989        | zuerst im Museo Vasco del Ferrocarril, dann von José María Valero Suárez übernommen |
| 9                         | 4009 | Andux        | 2837             | 1580                            | 1990        | zuerst im Museo Vasco del Ferrocarril, dann an Generalitat Valenciana abgegeben     |
| 10                        | 4010 | Irukurutzeta | 2964             | 1586                            | 1999        | an Ferrocarril de Sóller abgegeben, 2012 abgebrochen                                |

Quelle: 